# پاین ریج (پنسیلوانیا)
پاین ریج (به انگلیسی: Pine Ridge) یک منطقهٔ مسکونی در ایالات متحده آمریکا است که در شهرستان پایک، پنسیلوانیا واقع شده‌است. پاین ریج ۲٬۷۰۷ نفر جمعیت دارد.